# Coleophora afrosarda
Coleophora afrosarda là một loài bướm đêm thuộc họ Coleophoridae. Nó được tìm thấy ở Tunisia, Tây Ban Nha, Pháp, Hy Lạp and on Sardinia.
Ấu trùng ăn Ecebalia, Salicornia fruticosa and Halimione portulacoides.